# Butrints nationalpark
Butrints nationalpark (albanska: Parku Kombëtar i Butrintit) är en nationalpark i Albanien. Den ligger i den södra delen av landet, 180 km söder om huvudstaden Tirana. Arean är 94,24 kvadratkilometer.